# Tokugawa Mitsukuni
Tokugawa Mitsukuni est un nom japonais traditionnel ; le nom de famille (ou le nom d'école), Tokugawa, précède donc le prénom (ou le nom d'artiste).
Tokugawa Mitsukuni (徳川 光圀, 11 juillet 1628-14 janvier 1701) ou Mito Kōmon (水戸黄門), est un important daimyo connu pour son influence dans la culture lettrée du Japon au début de l'époque d'Edo. Troisième fils de Tokugawa Yorifusa (lui-même onzième fils de Tokugawa Ieyasu), il lui succède et devient ainsi le deuxième daimyo du domaine de Mito.

## Biographie
Il épouse en 1657 (ère Meireki 3) à l'âge de 27 ans, une fille du kampaku Konoe Nobuhiro.
Il est responsable de la réunion des érudits du Mitogaku qui compilent une Histoire du grand Japon, le Dai Nihonshi. Dans celle-ci, le Japon est présenté comme une nation dirigée par un empereur, analogue à celui des dynasties chinoises. Cela favorise la montée du nationalisme à la fin du shogunat et plus tard dans le domaine de Mito. L'œuvre prend notamment parti pour les empereurs issus de la cour du Sud.
En 1661, à l'âge de 34 ans, il devient daimyo du han de Mito. Il anticipe la séparation forcée des kamis et des bouddhas (shinbutsu bunri) de 1868, ordonnant la destruction d'un millier de temples bouddhistes et la construction d'au moins un sanctuaire par village (politique d'un village, un sanctuaire (一村一社, isson issha). Cette politique religieuse est sans précédent dans le Japon de l'époque et semble inspirée par une volonté de rationaliser la vie religieuse du fief de Mito.
À l'âge de 63 ans, il est nommé à la cour impériale au poste de gon-chūnagon, ou « conseiller provisoire du milieu ». En 1691, il se retire dans sa villa Seizan-sō où il meurt dix ans plus tard. Il est à présent regardé comme un kami.
Il est aussi connu comme gourmet de l'époque d'Edo. Il passe pour être un des premiers Japonais à manger des rāmen ainsi qu'à consommer régulièrement des aliments exotiques comme le vin et le yogourt.
Il dirige au Zuisen-ji la création du tout premier guide de Kamakura, le Shinpen Kamakurashi. Le livre exerce une profonde influence sur la ville au cours des siècles qui suivent, influence qui se fait encore sentir de nos jours dans les noms de quartiers de la ville tels que les « sept bouches de Kamakura », les « dix ponts de Kamakura » et autres surnoms populaires similaires qu'il a inventé.
Il reçoit à titre posthume le premier rang de cour junior (1869) et premier rang (1900). Mitsukuni a un fils, qui prend « Matsudaira » pour nom de famille. Il adopte en outre le fils d'un frère aîné ; ce fils adoptif, Tokugawa Tsunaeda, devient son héritier.
Le sanctuaire Tokiwa de Mito lui est dédié.

## Mito Kōmon

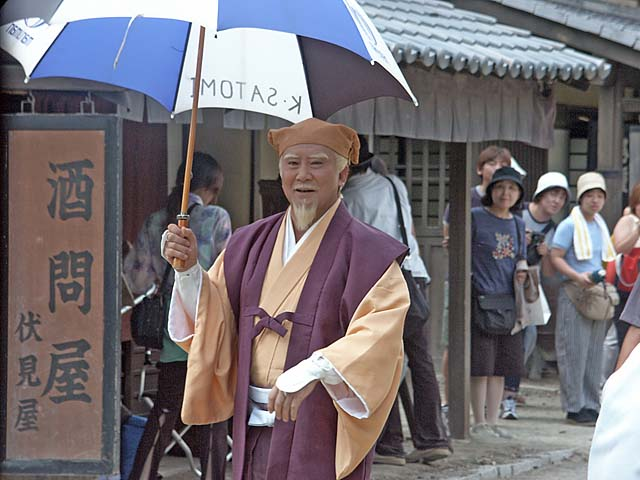
dans le rôle de Tokugawa Mitsukuni dans la série télévisée (jidai-geki).

Durant la seconde moitié de l'époque d'Edo  et l'ère Meiji, un kōdan (récit) appelé Mito Mitsukuni Man'yūki romance les voyages de Tokugawa Mitsukuni. Cette tradition littéraire de mise en scène de sa vie se poursuit avec un roman et, en 1951, la première série télévisée le dépeint comme un vagabond, se faisant passer pour un homme du peuple, qui fustige les puissances du mal dans toutes les régions du pays. En 1969 commence la série TBS Mito Kōmon (en) qui continue encore aujourd'hui d'attirer le public. Des épisodes sont rediffusés au début des années 1990 par WNYE-TV (en) (New York City) sous le titre L'Ancien Seigneur de Mito.
Chaque été, la ville de Mito organise le festival Mito Komon qui présente le sceau de Tokugawa ainsi que les acteurs représentant Tokugawa Mitsukuni et ses assistants.

## Honneur
L'astéroïde (34996) Mitokoumon est nommé en son honneur.

## Source de la traduction
- (en) Cet article est partiellement ou en totalité issu de l’article de Wikipédia en anglais intitulé « Tokugawa Mitsukuni » (voir la liste des auteurs).